# ギフテッド教育
ギフテッド教育（ギフテッドきょういく、英: Gifted education）とは、ギフテッドやタレンテッドと判明した子供の教育に用いられる教育手法、理論、特別手段を指す。本項ではアメリカ合衆国を中心としたギフテッド教育について述べる。

## 概要
ギフテッド教育は、ギフテッドに対応する学習計画である。世界中の様々な学校で行われているが、英語圏では通常 GATE (Gifted and Talented Education) や TAG (Talented and Gifted) という略称が用いられる。クラスは通常より難易度を増したもの、より掘り下げてあるいは進んだ内容を学ぶもの、課外教材を用いた定期的に行われるセミナー形式のものなどがある。ギフテッド教育は生徒自身の興味、保護者の要望、教師の推薦などが考慮される点において、トラッキング(能力・才能・達成度別クラス編成による進路コース設定)やゲート・キーピング（学力試験などで選抜する入学審査）といった機械的、自動的な選抜方式と区別される。しかし集団の中から一定の基準で生徒を選び出すという点ではトラッキングやゲート・キーピングと変わらない。
ギフテッド教育に賛成する者は、ギフテッドやタレンテッドの若者が意欲、認識、知識において標準のカリキュラム以上のレベルにあるため、成績優秀 (Honors)、大学レベル (AP)、国際バカロレア資格といったコースや、エンリッチメント（個別教育）や促進クラスなどに入れて通常より学習進度を速めるのが最適だと考えている。また、教育機関は平均的な一般人の教育改革により力を入れるためギフテッドのニーズに十分応えていないという意見もある。ギフテッド教育も特別支援教育の範疇にあるにもかかわらず、ギフテッドに注がれるべき人材や財源などが反対側の端にいる子供達、つまり障害児の特別支援教育につぎこまれていると主張する者もいる。盛んな障害者権利訴訟の影響で、障害者が享受している様々なサービスは意図しなくとも結果的にギフテッド教育の犠牲の上に立っているのではないかという意見もある。しかし多くの人間は、特殊教育もギフテッド教育も現状以上の人材や財源を必要としており、どの子供も自身の状況と学習意欲に合ったレベルの教育を受けるべきだという点で同意している。障害児もギフテッドも、大多数の標準的な生徒を中心にした現在の教育システムに合わず不満を持っている。
予算が少ない時にしばしばギフテッド教育は廃止されてしまう。理由の一つとして、ギフテッド教育が贅沢だとみなされるためで、多くのコミュニティーでギフテッドの政治的支援が低いままであることを端的に表している。しかしアメリカ合衆国におけるギフテッド教育の歴史を見ると、20世紀半ばより国家政策においてはギフテッドが支援され続けている。

## 歴史
ギフテッド・タレンテッド教育の歴史は千年以上遡ることができる。少なくとも中国の唐（618年 - 907年）の時代には、神童が宮廷に召集され特別な教育を受けていた。　西洋で広く知られているのは、ギフテッドの人間に特別教育を与えることを主張したプラトン（紀元前427年 - 紀元前347年）である。　ルネサンスの時期には芸術、建築や文学において独創的な才能を見せたものは政府と個人的なパトロン両方から支援をうけていた。

### アメリカ合衆国
アメリカ合衆国は、貧富に関係なく必要とする者すべてに特別な教育サービスを与えるべきであるという考えに徐々に近づいている。 19世紀にアメリカ合衆国におけるギフテッド・タレンテッド教育の新しい規定が設けられた。最も初期の段階の一つは、1868年にセントルイス公立学区で設けられた柔軟な進級制度で、1884年にマサチューセッツ州ウバーンで、1886年にニュージャージー州のエリザベス（Elizabeth, New Jersey）で、1891年にマサチューセッツ州のケンブリッジでも導入された。　セントルイスの制度は6年のカリキュラムを4年で修了しても良いというものであった。 1920年までに全米主要都市の3分の2でギフテッドのための何らかの教育プログラムができた。
20世紀の間に、ギフテッド・タレンテッド教育は国家の問題となった。1946年にメンサが、1947年にアメリカ・ギフテッド協会が、1959年にナショナル・ギフテッド協会が、そして1959年には非凡な子供のための評議会 (The Council for Exceptional Children) の傘下にギフテッド協会が設立された。1957年のスプートニク・ショックが引き金となって、アメリカ国民は数学や科学分野における優秀な生徒の教育に緊急に取り組むべきだと考えた。翌年1958年に、ソ連との宇宙開発競争に勝つのが主たる理由で、国家防衛のための教育法 (w:en:National Defense Education Act)がアメリカ合衆国議会で可決された。しかし1972年の報告書（マーランド文書）
において、議会はギフテッド・タレンテッド教育が未だに不十分であるという懸念を示した。 そして1993年にはアメリカ教育省が『国家としての優秀さ：アメリカの才能を育てる』
という報告書を出版した。
2002年の時点では全米で37州のみにギフテッドに何らかの支援を与えるという法律がある。そのうち28州だけがギフテッドの子供一人一人の教育ニーズに合う支援内容でなくてはならないとしている。連邦法にはギフテッド教育に関するものが一つある。1988年にジェイコブ・K・ジャビッツ・ギフテッド・タレンテッド学生教育法 (Jacob K. Javits Gifted & Talented Student Education Act)が制定され、部分的に改定されて1994年の初等・中等教育法 (Elementary and Secondary Education Act)となり、2001年の落ちこぼれ防止法 (No Child Left Behind Act)に加えられている。

## 方式
通常ギフテッド教育は以下のカテゴリーのどれかに当てはまる。
別クラス方式
ギフテッドは他の子供達とは別のクラスや別の学校に集められて学ぶ。このような学級を「ギフテッド集合学級」ともいう。
モンテッソーリ教育方式
モンテッソーリ形式のクラスは3つの年齢グループが混ざっており、自分と同い年の子供達に混じったままで学習進度を上げる機会が与えられる。モンテッソーリは非常に自由な学習環境を与えるため、早ければ平均の倍のスピードで学ぶギフテッドの子供に適している。
促進方式
生徒達は自分の能力に合った高いレベルのクラスに進める。いくつかの大学は飛び入学を認めており、ギフテッドの子供が弱年で大学で学ぶ機会が与えられている。この方式は、ギフテッドの子供が学力に釣り合った内容を学習できる一方、社会的に疎外される恐れがある。
取り出し指導方式
生徒は一定の時間をギフテッドの学級で学び、残りの時間は同級生と同じクラスで学ぶ。
エンリッチメント方式
生徒は全学習時間を同級生とすごすが、知的挑戦になるような特別の課題を与えられる。
ホームスクール方式
数多くの教育オプションが含まれる。パート・タイムで学校に通ったり、常時家庭で学習する方式。そのクラス内容・グループ構成・学習指導者や家庭教師には様々なオプションがある。また学校に通わず、家庭の学習にも教育指導ガイドラインを一切用いず、子供自身の興味・必要・目標に応じて自分で学ばせるアンスクーリングも含まれる。アメリカ合衆国では、ホームスクール方式を受けるギフテッドの子供が急増している。これは予算削減と標準化を念頭に置いた教育方針という二つの理由から学区の多くがギフテッド教育を削る傾向にあり、ギフテッド個人個人に対応できる個別学習法を模索する家族が増えたためと見られる。
サマー･スクール方式
夏休みの間にギフテッドの子供を対象にした集中講義やキャンプが行われる。1979年にジョンズ・ホプキンス大学で設立され、2007年現在ではイギリス、アイルランド、バミューダ、スペイン、タイ、中国、メキシコに支部があるCTY（Center for Talented Youth、タレンテッド児童のためのセンター）のサマー・スクールが有名である。
課外活動
放課後の課外活動や趣味としてチェスのような知的ゲームが好まれる。

## 用語
ギフテッド教育において頻繁に用いられる用語には以下のようなものがある。
分化 (Differentiation)
ギフテッドの子供個人の必要に合わせてカリキュラムを変更すること。学習内容を変えたり、教材のレベルを上げることも含む。
情動カリキュラム (Affective Curriculum)
ギフテッドの子供に感情、自尊心、ソーシャル・スキルなどを教えるために作られたカリキュラム。
異種混合グループ (Heterogeneous Grouping)
異なるレベルの子供達が同じ教室で共に学べるようにした形式。
同一グループ (Homogenous Grouping)
特定の能力、興味、科目によって生徒をグループごとに分ける形式。
個別教育計画 (IEP, Individualized Education Plan)
IEPとはアメリカ合衆国の特別支援教育において生徒一人一人のために作成された個別の教育指導計画書。障害児の場合は、法律によって作成が義務づけられている。必要とする設備、教材や教室での指導などを含めて、その個人が必要とする点が挙げられた書類を指すが、ほとんどの州でギフテッドという理由だけではIEPの作成を必要としていない。ギフテッドの生徒でなおかつ学習障害や注意欠陥である場合（2e）にはIEPが作成されることがあり、退屈や欲求不満を緩和するため、好ましい学習態度を強化させるためにエンリッチメントの課題を与えるといった項目が織り込まれている。つまりギフテッドの子供のIEPが作成されるには、通常の教育では物足りないというだけでなく、その他に感情障害や学習障害を持っているという診断が下されなければならない。

## 論争
ギフテッド教育に対する論争や批判がいくつか見られる。その代表は以下のようなものである。

### ギフテッドの定義
教育機関の間でもギフテッドの定義は異なる。同じタイプの知能検査を使う場合でもギフテッドが何を意味するか、例えば上位2%とするか5%とするかなど意見の相違をみる。人間には数種類の知性があるという多重知性理論（MI Multiple Intelligence）を導入すると、従来の知能指数という指標一つでは測ることができず、伝統的な知能検査を基本にするギフテッドの定義を変えてしまうことになる。
アメリカ合衆国教育省が1993年に発表したギフテッド・タレンテッド教育方針書における定義が一般的な基準の一つとなっており、多くの州でも採用されている考え方であるが以下の三点で共通している。
1. 能力を発揮するのは学業に限らず多様な分野である。（例：知性、独創性、芸術性、リーダーシップ、学業）
2. 他のグループとの比較に基づく。（例：通常の学級内、同じ年齢、経験、環境に育ったグループとの比較）
3. 能力を伸ばす支援が必要であることを示唆する言葉が使用されている。（例：伸びる素質、将来性、可能性）

### ギフテッド教育の最適な形
ギフテッド教育において最も真剣に論じられている項目の一つである。ギフテッド教育の人材や教材が不足していたり柔軟性に欠けていると考える者は、通常の一般的な指導方法の代わりにギフテッド教育を受けた子供は「普通の」学校や子供時代を体験し損ねてしまうという考えを持っている。その一方で、ギフテッド教育は、ギフテッドの子供が同レベルの級友と対話し、適度に難しい問題にチャレンジすることを可能にするため、将来人生の難題にぶつかった時にはギフテッド教育を受けなかったケースよりも心構えがしっかりできているという意見がある。

### 学校へのインパクト
シラキュース大学のセイポン・シェビン教授は、教育面でトリアージが行われていると主張する。これはギフテッド教育が学校の持つ人材や財源を吸い取ってしまい、他の生徒に渡るべき人的資源や経済的資源が減ってしまうという考えである。しかし彼女の研究は一般的な学校ではなくギフテッドに資源が集中している学校を対象に行われたという指摘もある。
ギフテッド教育は、ギフテッドの生徒が仲間はずれにされるという問題を生み出す。同じ学校内にギフテッドと別のプログラムがある場合、平均より頭が良いという事実がいじめっ子を不快にさせ、ギフテッドをいじめの対象にするという問題が起こる
　このようなギフテッドの生徒に対する差別は、当然生徒に悪影響を及ぼす。一方で、高知能であることをからかわれても、ギフテッドの子供は同等に扱ってくれる友達を見つけ、いじめっ子に日常生活を邪魔させたりはしないと考える者もいる。
西洋は個人の生来の能力差が受け入れられやすい風土であるが、1990年代より能力別進路指導を廃止するデトラッキング (Detracking)という考えが広まりだした。日本の習熟度別学習と同じく、クラス分けによる差別感が生まれるという批判に加えて、友人関係に亀裂が入る、自尊心を傷つける、下位グループの生徒達は学習意欲が減退するといった批判から生まれたものである。また同じようなレベルや興味を持った人間を集めたクラスでは意見の多様性がなくなるため、異種混合グループが好ましいという意見がある。

### 知能指数への依存
チャールズ・スピアマンの提唱したg因子（一般能力）の存在に懐疑的で知能検査の結果を重要視せず、ゆえにギフテッドという概念も意味がないと考える者がいる。最も有名な例としてスティーヴン・ジェイ・グールド著の『人間の測りまちがい - 差別の科学史』(ISBN 978-4309251073)が挙げられる。
スーザン・K・ジョンセンは自著の中で、学校はギフテッドの能力や可能性の診断に異なった様々な測定法を用いるべきだと主張している。例えば過去の作品集、教室の様子を見学、達成度の計り方、知能点数などが含まれる。大部分の教育専門家は一つの手段だけで正確にギフテッドの判断を下すことはできないと考えている。
たとえ知能検査が好ましい診断基準だとしても、ギフテッドとみなす基準点をどこにするかという問題が残っている。

### GATEやTAGという名称
ギフテッド・アンド・タレンテッド教育（GATEやTAG）という名称は、その教育プログラムを受けていない人間は才能がないということをほのめかしていると反対するものがいる。意味のある批判かどうかはさて置き、ギフテッド教育を受けていない者は才能があるのか、ないのかというのが論争点である。

### 経済格差
他の生徒同様、ホームスクールやギフテッド専門の私立校といった選択ができるのは経済的に恵まれた一部のギフテッドだけである。ギフテッドの中にも学習面や心理面において自分に最適の教育が受けられる者と、特別な支援を受けられない者という経済格差が生まれる。